# Théâtre de la comédie italienne

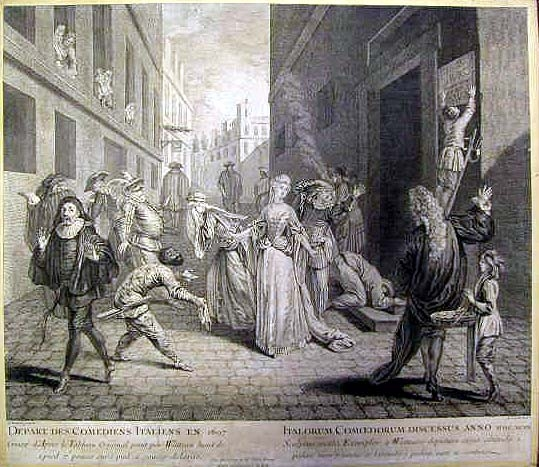
La partenza dei comici italiani da Parigi (1697). Incisione di Louis Jacob da un quadro di Antoine Watteau.

Ci fu a più riprese un Théâtre italien de Paris (teatro italiano) a Parigi. 
A seconda delle epoche, il Théâtre-Italien di Parigi proponeva delle pièce senza musica o delle opere. Si distinguono così la comédie italienne ancienne, il théâtre lyrique italien (questo, sotto nomi differenti), e la comédie italienne moderne.

## Origini: La comédie italienne ancienne
La comédie italienne storica, nei secoli XVII e XVIII, era sotto la protezione del re, e presentava al pubblico francofono opere teatrali con attori professionisti italiani. Recitando in un primo tempo in spettacoli della commedia dell'arte nella loro lingua madre, gli attori italiani lavorarono in seguito con i più grandi drammaturghi francesi dell'epoca (da Molière a Marivaux). La Comédie-Italienne era ospitata a volte al Théâtre du Petit-Bourbon o all'Hôtel de Bourgogne, fino al 1697. Tra gli attori italiani c'erano: Angelo Costantini, nel ruolo di Mezzettino; Françoise Biancolelli che era Isabella e Catherine Biancolelli che era Colombina; Giuseppe Geratoni che ricopriva il ruolo di Pierrot e Giuseppe Tortoriti che si presentava nei ruoli di Pasquariello e di Scaramouche; Giovanni Battista Costantini era Ottavio, il primo moroso, e Angelica Toscano la servetta Marietta. 
Quando vennero annunciate le rappresentazioni de La Fausse prude (La Falsa pudibonda), una pièce che mirava direttamente a Madame de Maintenon, moglie segreta di Luigi XIV, questi decise di cacciare gli attori impudenti: il 13 maggio 1697 fu chiuso l'Hôtel de Bourgogne e la compagnia di Evaristo Gherardi, capocomico e maschera di Arlecchino, si disperse.
Gli attori italiani furono richiamati a Parigi nel 1716, poi si unirono all'Opéra-Comique nel 1762, che assunse ugualmente il nome di Comédie-Italienne sino al 1780.

## Il Théâtre-Lyrique italien o Opéra-Italien
Le prime opere rappresentate a Parigi furono italiane, ma ben presto si impose la nuova opera francese, come testimonia la creazione dell'Académie royale de musique. Nel corso del XVIII secolo, tuttavia, alcune compagnie liriche italiane furono attive a Parigi. In particolare, nel 1752, le rappresentazioni de La serva padrona diedero luogo alla Querelle des Bouffons. Nel 1787, una compagnia musicale italiana avendo conosciuto un grande successo, ebbe l'idea di fondare un teatro permanente dove recitare l'opera buffa. Questa iniziativa si concretizzò nel gennaio del 1789 con l'apertura di un teatro, che subito si pose sotto la protezione del conte di Provenza, fratello del re, da cui il nome di Théâtre de Monsieur. In un primo tempo le rappresentazioni si tennero nel teatro delle Tuileries, per passare in seguito al Théâtre Feydeau. Tuttavia nel 1792 questo teatro chiuse con la partenza della compagnia.
Il Théâtre-Italien di Parigi fu ricostruito nel 1801, questa volta per rappresentare tanto l'opera seria che l'opera buffa, sempre in lingua italiana. Una nuova compagnia si insediò dunque alla sala Favart poi alla sala Louvois. Nel 1808, i cantanti italiani si trasferirono al Théâtre de l'Odéon, allora chiamato «Théâtre de l'Impératrice». Vi rimasero fino al 1815.
Al momento della Restaurazione, Luigi XVIII volle affidare la direzione alla cantante lirica Angelica Catalani. Era quasi tutto pronto per questo trasferimento, al momento del ritorno di Napoleone per i Cento Giorni. Gli attori rimasero ancora nel Théâtre de l'Impératrice, ma all'inizio della Seconda Restaurazione, il progetto iniziale fu ripreso e Angelica Catalani riebbe la compagnia dall'ottobre del 1815. Dal 1815 al 1818 il Théâtre royal italien ritrovò dunque la sua indipendenza. Tuttavia Angelica Catalani partì per una tournée in Europa, lasciando la gestione del teatro a Ferdinando Paër dal 1812 al 1827.
Nel 1818, il privilegio della Catalani fu revocato e il teatro chiuse. 
Allora fu deciso di affidare l'amministrazione del Théâtre royal italien all'Académie royale de musique, ma mantenendo ognuno la propria autonomia. 
Questo ordinamento durò sino al 1827, data in cui il teatro recuperò nuovamente la sua indipendenza, affidato a un direttore imprenditore. 
Nel 1828 e 1830, il Théâtre-Italien fu associato a un teatro inglese facendo conoscere particolarmente Shakespeare.
Il Théâtre-Italien presentò opere di Paer, Mozart e Cimarosa, ma soprattutto accolse quelle di Rossini, arrivato a Parigi nel 1823 e che fu condirettore del teatro dal 1824 al 1826, di Saverio Mercadante e Bellini, che per il teatro compose espressamente I puritani, Donizetti, Meyerbeer e Verdi. 
Il 19 giugno 1825 avviene la prima assoluta di Il viaggio a Reims di Gioachino Rossini con Ester Mombelli, Giuditta Pasta, Marco Bordogni, Domenico Donzelli e Nicolas Levasseur diretta dal compositore.
Il 12 marzo 1835 avviene la prima assoluta di Marin Faliero di Gaetano Donizetti con Luigi Lablache, Antonio Tamburini.
Il 7 gennaio 1842 avviene la prima assoluta dello Stabat Mater di Rossini con Giulia Grisi, Giovanni Matteo De Candia, Tamburini, Giovan Battista Rubini e la Grisi.
Il decreto del 1864, ristabilendo la libertà dei teatri, causò la perdita del Théâtre lyrique italien, costretto a chiudere nel 1878.
Questa chiusura non impedì la rappresentazione di opere italiane, tanto al Théâtre de la Gaîté, al Théâtre du Châtelet e, soprattutto, all'Opéra national de Paris.
Il 19 gennaio 1874 il Théâtre de l'Opéra a causa di un incendio alla Salle Le Peletier viene ospitato temporaneamente fino al 30 dicembre.

## La Comédie-Italienne odierna

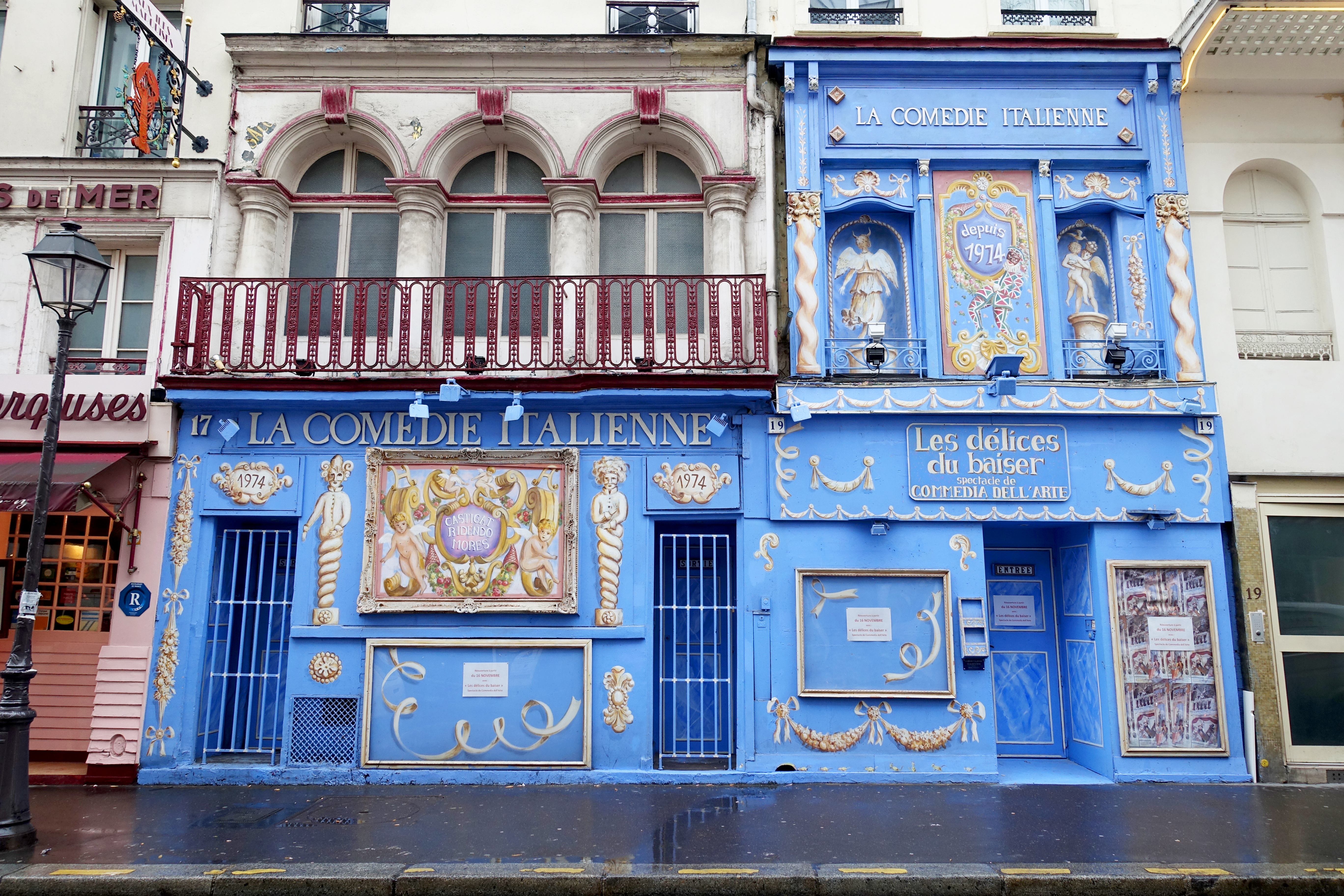
Théâtre de la comédie italienne.

La comédie italienne attuale è situata in rue de la Gaîté. Fu fondata nel 1980 dal regista  Attilio Maggiulli e dall'attrice Hélène Lestrade dopo la chiusura del loro Teatrino Italiano creato nel 1975 in avenue du Maine). La Comédie-Italienne resta il solo teatro italiano di Francia e programma esclusivamente pièce di autori italiani, classiche e contemporanee (da Goldoni a Iago Migatti Lulli), recitate in francese.